# Dictyna apacheca
Dictyna apacheca är en spindelart som beskrevs av Chamberlin och Ivie 1935. Dictyna apacheca ingår i släktet Dictyna och familjen kardarspindlar. Inga underarter finns listade i Catalogue of Life.